# Filomena Fournols i Bayard
Filomena Fournols i Bayard, (Barcelona, 21 de desembre de 1856– Sabadell, 3 de desembre de 1933) va ser una pintora d'origen francès.
Filla de Fèlix Fournols perruquer de professió nascut a Villafranca, França, i de Maria Antonieta Bayard, no se’n sap res de la seva carrera artística.
Es va casar l'1 d'abril de 1876 amb Joan Turull i Comadran, fill de l'empresari tèxtil sabadellenc Pere Turull i Sallent, que era el propietari de l'edifici que actualment alberga el Museu d'Art de Sabadell. El matrimoni va tenir onze fills, d'entre els quals es coneixen els noms de Joan, Pau, Lluís, Isabel, Filomena, Fèlix, Maria de les Neus i una filla de la qual només se sap que després seria religiosa del Sagrat Cor de Jesús.
El Museu d'Art de Sabadell conserva 13 obres de Filomena Fournols, entre aquarel·les i dibuixos, d'entre les quals destaquen un conjunt de dibuixos acolorits de flors, alguns d'ells amb ocells entre les branques.